# Videotext für alle
Videotext für alle war eine deutsche Fernsehsendung, die ausgewählte Beiträge des Teletexts (auch als Videotext bekannt) zeigte und auf ARD und ZDF ausgestrahlt wurde. Die Ausstrahlung startete am 1. Oktober 1982 und endete 1995.

## Hintergrund
Nicht alle Fernsehgeräte verfügten damals über die Funktion, Tele- bzw. Videotext zu empfangen. Da in den Nachmittagsstunden noch keine Programme ausgestrahlt wurden, wurden ab 1982 von ARD und ZDF ausgewählte Beiträge des Teletexts gezeigt. Auch waren so die Texte in der ehemaligen DDR zu empfangen, wo Videotext nicht eingeführt wurde. Im Gegensatz zum richtigen Teletext war allerdings keine Navigation und Beeinflussung des Programms möglich. Ab 1991 wurde das Angebot auf die Nachtstunden verlagert. 1995 wurde der Betrieb endgültig eingestellt.